# Konstantin XI. Dragases
Konstantin XI. Palaiologos Dragaš (Dragases) (8. února 1405 – 29. května 1453) byl posledním byzantským císařem a posledním legitimním římským císařem (1449–1453). Byl synem císaře Manuela II. a císařovny Heleny Dragašové, a bratrem císaře Jana VIII.

## Životopis

### Dětství a mládí
Konstantin se narodil roku 1405 v Mystře, jako osmé z deseti dětí byzantského císaře Manuela II. a Heleny Dragašové. O jeho dětství je známo pouze to, že jeho podstatnou část strávil v Konstantinopoli. Jako mladík dostal do správy město Selymbrii a sousední thrácká města. Roku 1427 se vypravil na Peloponés na pomoc svému bratru Janu VIII., který tam dobýval zbytky zdejších panství Latinů. V březnu roku 1428 uzavřel Konstantin politický sňatek s Magdalenou, neteří Karla I. Tocca, vládce v Epiru. Jako věno dostal Toccovy země na Peleponésu. Přes Magdaleninu smrt při neúspěšném porodu v listopadu 1429 Konstantin země na Peloponésu udržel. V letech 1437–1440 spravoval Konstantinopol za bratrovy nepřítomnosti kvůli koncilu ve Florencii. Roku 1443 vyměnil Konstantin své panství v Thrákii za Morejský despotát.

### Despota morejský
Konstantin se usadil v Mystře, na západním pobřeží s ním sousedil jeho bratr Tomáš jako despota v Klarenze. Dobytí Peloponésu s výjimkou čtyř benátských přístavů Argu, Nauplia, Koroni a Modonu bylo ukončeno roku 1433. Konstantin se nyní chystal dobýt Attiku a Bojótii. Roku 1444, povzbuzen zprávami o Hunyadiho úspěchu v Srbsku, vytáhl na sever od Korintu, zatímco jeho nejschopnější velitel Jan Kantakuzenos se přeplavil z Patrasu do Fokidy. Brzy bylo celé Řecko až k pohoří Pindu v jeho moci, kromě athénského vévodství, kde se vévoda Nerio II. snažil získat podporu Osmanské říše.
Ta jeho prosbu o pomoc vyslyšela a zatímco Konstantin táhl Bojótií, sultán Murad dobyl velkého vítězství v bitvě u Varny. Roku 1446 se sultán osobně vypravil proti Konstantinovi, ten se raději stáhl za opevnění Hexamilion, které chránilo Peloponés na Korintské šíji, ale Murad přivezl s sebou těžké dělostřelectvo a po čtrnáctidenním obléhání byla hradba zničena. Konstantin a jeho bratr Tomáš jen s obtížemi vyvázli z bitvy živí. Sultán posléze za vydatného rabování a pobíjení tamějšího obyvatelstva vytáhl na Patras a Klarentzu. Po přislíbení placení tributu a uznání osmanské svrchovanosti Murad z poloostrova odtáhl. Tímto neúspěchem byla jakákoli další dobyvačná politika téměř vyloučena. Namísto toho se Konstantin soustředil na vybudování sítě spojeneckých vazeb.

### Císařská vláda

Byzantská říše roku 1450, těsně před svým pádem

Když Jan VIII. zemřel, byl Konstantin, nejstarší z pozůstalých bratrů, v Mystře. O trůn se musel střetnout se svým mladším bratrem Demetriem, který ohlásil své nároky. Avšak císařovna-matka Helena prosadila na trůn právě Konstantina. Dva vysocí úředníci, Alexios Laskaris Filatropenos a Manuel Palaiolog Iagros, odjeli do Mystry s císařskou korunou. Bylo to poprvé v dějinách, s výjimkou exilu v Nikáji, kdy byl císař korunován mimo Konstantinopol a ne z rukou patriarchy, nýbrž metropolity z Mystry.
Konstantin se svým doprovodem vyplul do Konstantinopole na katalánských galérách. Císař dorazil do hlavního města 12. března 1449 a byl přijat s velkými sympatiemi. Moreu svěřil svým bratrům Tomasovi a Demetriovi. Konstantinovým záměrem nyní bylo získat pomoc proti Turkům. Avšak na západě se nikdo neodhodlal pomoci, proto císař přistoupil stejně jako jeho předchůdci k jednání o církevní unii. Roku 1451 poslal na západ vyslance Andronika Bryennia Leontarise, který se nejdříve odebral do Benátek žádat o povolení, aby císař mohl najímat lučištníky na Krétě, a potom se vypravil k papeži Mikuláši V. Ten ho však vyzval k rozhodnému činu a předložil Konstantinovi ultimátum. Pokud císař a jeho lid přijmou náboženskou unii, bude papež vždy ochotný podpořit snahy o záchranu byzantského státu. V případě záporné odpovědi byl papež ochoten přejít ve vztahu ke Konstantinopoli i k nepřátelštějšímu postoji.  V té době došlo v Anatolii ke vzpouře proti novému sultánu Mehmedu II., jenž ji potlačil a poté se vrátil do Evropy, ale ne obvyklou cestou přes Dardanely, ale přes Bospor, a to i přesto, že protější evropské území i nadále oficiálně patřilo Byzantské říši.
Sultán zde zahájil stavbu hradu Rumeli Hisari, který ležel naproti hradu Anadolu Hisari, čímž chtěl ovládnout přístup k městu. 31. srpna 1452 byl hrad dostavěn. Sultán se již připravoval na budoucí obléhání. Město bylo nyní rozdělené na dva tábory – na přívržence unie a její odpůrce. V březnu Thrákií prošlo vojsko Turků, jehož počet se podle pramenů pohyboval od osmdesáti až ke čtyřem stům tisíc mužů podle řeckých záznamů. Císař dal zpevnit brány, pečlivě vyhloubit příkop a uzamknout brány. Mezitím byly obchodní lodě kotvící v přístavech ve Zlatém rohu vyzbrojeny a přeměněny ve válečnou flotilu. Mezi Konstantinopolí a janovskou kolonií Galatou byla přes Zlatý roh vztyčena řetězová zábrana. Konstantin měl k dispozici jen 4 983 mužů a na 2 000 spojenců, hlavně Italů. Nejvýznamnějším z nich byl janovský vojevůdce Giovanni Giustiniani. Město odolávalo osmanskému obléhání šest týdnů. Nakonec 29. května 1453 byly prolomeny hradby a poslední byzantský císař, padl v den pádu Konstantinopole v boji. Jeho tělo nebylo nikdy nalezeno. Spekuluje se o jeho údajném svatořečení pravoslavnou církví. Ke svatořečení však ve skutečnosti  nedošlo pro císařův zřejmý příklon k unii s latinskou církví (a tedy de facto pro odpadnutí od pravoslavné víry) na konci života. V českém pravoslavném kalendáři je sice uvedena připomínka dne pádu Konstantinopole, sám Konstantin XI. však v seznamu světců uveden není.

## Potomci
První manželka Magdalena Toccová zemřela roku 1429 při neúspěšném porodu své dcery. Druhá manželka Kateřina Gatilussiová zemřela rovněž při porodu, a to roku 1442.